# Satoru Sayama
Satoru Sayama (佐山 聡 Sayama Satoru?) (27 de noviembre de 1957) es un luchador profesional y entrenador de artes marciales japonés. Es principalmente famoso por su carrera en New Japan Pro Wrestling bajo el nombre artístico de Tiger Mask, siendo el primero de una larga lista de luchadores en haber usado ese nombre.
Sayama es considerado uno de los mayores contribuyentes tanto a la lucha libre profesional como a las artes marciales mixtas (MMA), habiendo sentado las bases de la lucha libre de peso crucero a nivel internacional y figurando como el fundador de la primera empresa de MMA de la historia, Shooto, así como del arte marcial conocido como seikendo. También ha fundado la organización Real Japan Pro Wrestling, de la que es actual director. Aunque su carrera activa fue breve, Sayama ha pasado a la historia como una de las figuras legendarias de la lucha libre.

## Carrera
Entrenado en judo y lucha amateur desde la escuela secundaria, Satoru había sido un fan de la lucha libre profesional, admirando por un lado a Antonio Inoki y por otro a Mil Máscaras y las demás figuras de la lucha libre mexicana. Por ello, con 17 años, el joven Satoru se esforzó para entrar en el dōjō de New Japan Pro Wrestling, donde comenzó su instrucción.

### New Japan Pro Wrestling (1976-1983)
Sayama debutó en New Japan Pro Wrestling en 1976 contra Shoji Kai. Pronto adoptó el nombre modificado de Satoshi Sayama (佐山聡 Sayama Satoshi?) y empezó a competir como jobber, ya que a pesar de su gran habilidad, su bajo peso en comparación con el resto de luchadores le impidió subir en la escala con rapidez. En noviembre de 1977, Sayama se ofreció voluntario para representar a la NJPW en el evento Kakutōgi Daisensō, donde se enfrentó en una lucha de kickboxing al campeón americano Marc Costello. Satoru por entonces sólo contaba con un par de lecciones de kickboxing en el Mejiro Gym y su golpeo no podía compararse con el del americano, pero fue capaz de aprovechar un vacío en las normas arbitrales para derribar a Costello repetidas veces gracias a su experiencia en la lucha libre. Al final, Sayama evitó ser noqueado por Marc, pero perdió el combate por decisión unánime. Fue a raíz de aquel evento que Sayama decidió iniciarse en nuevas técnicas, aprendiendo kickboxing con Toshio Fujiwara, y poco después, consiguió ser enviado al extranjero a reunir experiencia.
Su primer destino fue México, donde luchó bajo su nombre original en la Empresa Mexicana de Lucha Libre, haciendo frecuentemente equipo con Gran Hamada. Durante ese tiempo, Sayama se esforzó para ganar peso y constitución física, y empezó a tener éxitos mayores, ganando el NWA World Middleweight Championship contra Ringo Mendoza y reteniéndolo durante largo tiempo, hasta que lo perdió ante El Satánico. También tuvo una aclamada lucha contra Alfonso Dantés, en la que Sayama ganó y le despojó de su cabellera. Además, Sayama conoció allí a Karl Gotch, en cuyo gimnasio de Florida entrenó extensivamente. Más tarde llegó a Inglaterra, donde compitió en World of Sport como Sammy Lee (サミー・リー Samī Rī?), siendo presentado como el primo de Bruce Lee. Para demostrar esto, Sammy Lee solía entrar con un atuendo amarillo similar al de Lee en la película Game of Death y blandiendo un shinai con el que ocasionalmente atacaba a sus oponentes. Sammy hizo equipo sobre todo con su (kayfabe) hermano, Quick-Kick-Lee, y continuó iniciándose en otros estilos, aprendiendo sambo bajo la tutela de Victor Koga.
En 1981, Sayama volvió a Japón, donde la NJPW le otorgó el gimmick de Tiger Mask (タイガーマスク Taigā Masuku?), basado en el personaje principal del anime Tiger Mask II. La extravagante circunstancia de tener a un luchador interpretando al personaje de un anime fue al principio mal vista por el público de la época, pero cuando Sayama luchó como Tiger Mask por primera vez y derrotó a Dynamite Kid, quien era por entonces el enemigo del famoso Tatsumi Fujinami, su entusiasmo y su carisma en el ring le hicieron enormemente popular, y pronto fue la principal estrella de la división peso crucero de New Japan. Enfundado en su atuendo azul con la proverbial máscara de tigre negra y amarilla, Tiger Mask utilizaba una impecable combinación de artes marciales y lucha libre mexicana, nunca antes vista en Japón. Sayama y Dynamite Kid entraron en una memorable rivalidad, teniendo numerosas luchas consideradas como clásicos del género. A la vez, Tiger Mask encontró nuevos enemigos en la New Japan, entre los que se hallaba su versión oscura, Black Tiger, y el apodado como "Tiger Hunter", Kuniaki Kobayashi. Su fama creció poderosamente, y no sólo gracias al personaje: dado que el público conocía la identidad de Sayama bajo la máscara, solían corear su nombre real en lugar del de Tiger Mask en los eventos.
En enero de 1982, Tiger Mask ganó el WWF Junior Heavyweight Championship contra Dynamite Kid, aunque debió dejarlo vacante meses después por una lesión de rodilla. Sayama restableció su estatus ganando el NWA World Junior Heavyweight Championship al poco de volver a la actividad, y además, una victoria días después contra Black Tiger le permitió recuperar el título de la WWF. La victoria fue bastante polémica, ya que los directivos de la NWA pretendían vacar su campeonato para que no perdiera importancia al ser combinado con el otro, pero esto no llegó a ocurrir, y Sayama permaneció como doble campeón. Durante un combate por equipos el 3 de abril de 1983, Sayama se lesionó luchando contra Dynamite Kid, y debió dejar vacante el título que defendía en esos tiempos, el NWA World Junior Heavyweight Championship. Sin embargo, de nuevo Sayama lo recapturó días después de su retorno, esta vez contra Kuniaki Kobayashi.
Por esas fechas, sin embargo, Satoru empezó a sentirse insatisfecho con la dirección de la empresa y con la lucha libre en general, y en agosto, anunció su ida de NJPW. Fue una noticia sorprendente, ya que Tiger Mask se estaría así retirando en su pleno apogeo. Ambos títulos fueron dejados vacantes, y Sayama fue liberado de su contrato, abandonando New Japan sin haber perdido jamás una lucha. Así mismo, Satoru apareció en un programa de Asahi TV, donde se desenmascaró a sí mismo y reveló su identidad, la primera vez que esto ocurría en la tradición de los luchadores enmascarados. Poco después de su salida, Sayama declaró que estaba cansado de la lucha libre predeterminada y sus políticas, considerándolas a ambas falsas y capciosas, y escribió un libro llamado Kayfabe donde hablaba de cómo funcionaba la lucha en realidad. En 1984, buscando una disciplina más real, Sayama abrió un dōjō de artes marciales llamado Tiger Gym, al que se unió el que en New Japan había sido su tsukibito o asistente personal, Kazuo Yamazaki.

### Universal Wrestling Federation (1984-1985)
Después de un año de inactividad, Sayama resurgió en la recién creada empresa Universal Wrestling Federation, la cual había sido fundada por miembros de NJPW que habían salido de la promoción por los motivos similares a los suyos. La promoción utilizaba un estilo de shoot wrestling, lucha realista y sólida que se ajustaba a su gusto. En esa época, All Japan Pro Wrestling había comprado el personaje de Tiger Mask y se lo había entregado a Mitsuharu Misawa, por lo que Sayama no podía seguir usando su gimmick. Debido a ello, Sayama creó un nuevo personaje para sí mismo: The Tiger (ザ・タイガー Za Taigā?), con el que utilizaba una máscara similar a la anterior, pero con detalles rojos. Este personaje evolucionó al de Super Tiger (スーパータイガー Sūpā Taigā?), con el que utilizaba una máscara idéntica a la de Tiger Mask, pero en plateado y violeta en lugar de amarillo y negro. También empezó a competir sin máscara y bajo su nombre real. En cualquier caso, Satoru se convirtió pronto en uno de los principales de UWF, teniendo intensas luchas con Akira Maeda y Yoshiaki Fujiwara.
Con el tiempo, sin embargo, Sayama empezó a tener discusiones con Maeda y los demás luchadores, ya que éstos creían que Sayama estaba asumiendo demasiado poder creativo con la promoción y adjudicándose victorias abusivamente. El conflicto llegó a su punto álgido cuando en un combate entre ambos en 1985, Akira dejó de seguir el guion y atacó a Sayama con un golpe bajo; el combate fue detenido y Maeda fue descalificado por la agresión. No mucho después, Sayama dejó UWF. Aun así, poco después, la compañía se derrumbó y la mayoría de sus miembros volvieron a la NJPW.

### Shooto (1986-1996)
En 1986, Sayama continuó explorando su visión de las artes marciales y fundó Shooto, una empresa de shoot wrestling con un revolucionario concepto: combates sin resultado predeterminado, lo que con el tiempo serían las artes marciales mixtas (MMA). Aunque Satoru no luchó en ella, se convirtió en el entrenador de la promoción y ayudó al desarrollo de multitud de futuras estrellas de las MMA en el Super Tiger Gym, en el que comenzó a realizar entrenamientos mixtos con disciplinas como jiu-jitsu y jiu-jitsu brasileño.
A diferencia de los futuros promotores de artes marciales mixtas de Japón, Sayama no se dedicó a la competición activa, y nunca tuvo parte en ninguna lucha de MMA, ejerciendo únicamente de entrenador y director. En mayo de 2000, Sayama propuso a Kazuyuki Fujita un combate entre ambos en PRIDE Fighting Championships, pero éste no pudo tener lugar.
En 1996, Sayama abandonó Shooto por diferencias con la junta directiva de la empresa, y se dedicó a su recientemente retomada carrera en la lucha libre profesional.

### Freelancer (1994-1997)
El 1 de mayo de 1994, Sayama hizo un sorprendente retorno a la lucha libre cuando fue traído a la New Japan Pro Wrestling por petición de su director, Katsuji Nagashima. Satoru, sin máscara bajo su nombre real, se enfrentó al que durante los años anteriores había tomado su puesto como principal peso crucero en la NJPW, Jushin Thunder Liger, en un combate especial de shoot wrestling, que terminó sin ganador.
A partir de entonces, Sayama empezó a luchar con regularidad, y adquirió los derechos del nombre de Tiger Mask, que transfirió a su discípulo Yoshihiro Yamazaki en Michinoku Pro Wrestling. Para diferenciarse, usaría el nombre de Original Tiger Mask (初代タイガーマスク Shodai Taigā Masuku?). A finales de 1996, Sayama se reconcilió con los antiguos miembros de UWF y comenzó a aparecer en la empresa Union of Wrestling Forces International, teniendo varias luchas de su estilo y representando a UWF-i en Tokyo Pro Wrestling al lado de Yoji Anjo. Los dos ganaron el TPW Tag Team Championship en una lucha de decisión ante Abdullah the Butcher & Daikokubo Benkei, aunque debieron dejarlo vacante cuando cesó la cooperación entre las dos empresas.
Posteriormente, Sayama se presentó de nuevo en New Japan bajo el gimmick de Tiger King (タイガーキング Taigā Kingu?), una versión superior de Tiger Mask en la que usaba un traje y una máscara dorados. Tiger King tuvo un aclamado enfrentamiento con Antonio Inoki en el Tokyo Dome, y siguió compitiendo en New Japan, haciendo equipo con él y con Jushin Thunder Liger y derrotando a Koji Kanemoto & Tatsuhito Takaiwa en una de estas ocasiones.

### Universal Fighting-Arts Organization (1998-1999)
En 1998, Antonio Inoki fundó una empresa de lucha llamada Universal Fighting-Arts Organization y requirió la presencia de Sayama, asignándolo como instructor jefe. Sayama tuvo a su cargo a Naoya Ogawa y Kazunari Murakami, quienes fueron enviados a New Japan Pro Wrestling. Sin embargo, Satoru abandonó UFO el 28 de abril de 1999, ya que Inoki planeaba establecer un acuerdo con la empresa RINGS de Akira Maeda.

### Seikendo (1999-2003)
A mediados de 1999, y tras su salida de UFO, Sayama fundó su propia arte marcial, Seikendo, con ayuda de Victor Quiñones y Yuji Shimada. El estilo de esta disciplina, derivada del de Shooto, tuvo unas reglas más bien inusuales, ya que las sumisiones estaban prohibidas, y se hacía énfasis en los golpes. Sayama lo definió más bien como pelea callejera llevada al deporte. Durante este tiempo, Sayama se distanció de nuevo del puroresu, pero volvería a hacer su retorno en un combate de lucha libre celebrado en la promoción, contra Alexander Otsuka.

### Real Japan Pro Wrestling (2005-presente)
En 2005, Sayama anunció la creación de otra empresa, la cual constituiría una reconstrucción del strong-style, y el 16 de abril, celebró el primer evento de dicha promoción, Real Japan Pro Wrestling, la cual tuvo la particularidad de combinar combates de lucha libre y de artes marciales, especialmente seikendo y kenjutsu, en los mismos programas.
Antes de la apertura de RJPW, Sayama celebró un evento llamado Legend Championships el 27 de enero. En él, Sayama hizo equipo con The Tiger II, quien no era otro que Último Dragón habiendo recurrido a la máscara de Tiger Mask para suplir la que había abandonado. Sayama y él derrotaron a Masao Orihara & Sasuke the Great #2, y luego procedieron a anunciar que ambos colaborarían con sus respectivas empresas. Por fin, tuvo lugar el primer evento de RJPW, en el que Sayama usó su vieja máscara de Super Tiger y volvió a hacer equipo con The Tiger II en un combate de revancha contra Orihara y Sasuke. Esta vez, un tercer Sasuke (MASADA) irrumpió y les atacó, pero uno de los aprendices de The Tiger II, Taiji Ishimori, entró también y facilitó la victoria de los tigres. Por ese mismo tiempo, Sayama y The Tiger II empezaron a aparecer también en la promoción Dragondoor, donde se aliaron con Extreme Tiger para enfrentarse a Último Guerrero, Masao Orihara y sus secuaces.
En los siguientes eventos de Real Japan, Sayama volvió a su máscara tradicional con el nombre de First Tiger Mask y tuvo combates con Shinjiro Otani, Yuki Ishikawa y Naomichi Marufuji. A mediados de 2006, Tiger Mask entró en un feudo con Minoru Suzuki cuando éste le atacó antes de su pelea con Kota Ibushi y le lesionó una pierna, costándole la victoria. Tiger luchó contra Suzuki en un combate individual, en cuyo final Minoru le apresó en una llave; Sayama no se rindió, pero su equipo se vio obligado a tirar la toalla. Meses después, Sayama consiguió su venganza contra Suzuki ganando por cuenta fuera cuando Minoru estaba demasiado herido como para volver al cuadrilátero. Este período marcó el retorno de Kuniaki Kobayashi, un viejo enemigo de Sayama que se había situado del lado de Suzuki.
En abril de 2006, Sayama y Akira Maeda se encontraron por mediación de Hisao Maki, editor de la revista Shuken Bunshun, y hablaron por primera vez en 20 años.
En 2008, First Tiger Mask apareció en el evento Showa Pro Wrestling, haciendo equipo con Gran Hamada para derrotar a Satoru Sayama DNA & Yoshiaki Fujiwara DNA, que eran (kayfabe) clones de Satoru y Yoshiaki Fujiwara. El primero de ellos, en realidad Kota Ibushi, fue traído a RJPW y renombrado como "Sammy Lee, Jr.", en recuerdo del antiguo gimmick de Sayama. Poco después, Tiger Mask se reencontró con su pupilo, Tiger Mask IV, en un combate por parejas que también incluía a Sammy Lee, Jr. y a Minoru Suzuki; al final del encuentro, los dos Tigers se unieron y atacaron a Suzuki, en recuerdo de su feudo con Sayama. Así mismo, como representante de Real Japan, Satoru empezó a combatir en una miríada de empresas, tales como Inoki Genome Federation, Dradition Pro Wrestling y Legend The Pro Wrestling, donde formó una tríada con Riki Choshu y Tatsumi Fujinami.

## En lucha
- Movimientos finales
  - Tiger Suplex[1][2] (Bridging double chickenwing suplex)
  - Tiger Driver[13] (Front chancery DDT)
  - Tigersault[14] (Rounding moonsault)[3]
  - Diving headbutt[1][2]
  - Bridging German suplex[3]
  - Crossface chickenwing[3] - 1984-1985, aún usado esporádicamente

- Movimientos de firma
  - Space Flying Tiger Drop[13] (Cartwheel over the top rope suicide dive) - innovado
  - Tiger Spin[1][2][3] (Side headlock transicionado en spinning hammerlock transicionado en drop toehold)[3]
  - Kick Combo[3] (Múltiples stiff roundhouse kicks alternas al torso y las piernas seguidas de jumping spinning sole kick al pecho del oponente)
  - Arm drag[14]
  - Back body drop
  - Belly to back suplex[3]
  - Bow and arrow hold[1]
  - Cartwheel crossbody[14]
  - Cross armbar[15]
  - Cross chop[14]
  - Diving moonsault[3]
  - Diving moonsault knee drop
  - Double underhook suplex[3]
  - Handstand hurricanrana[14]
  - Kimura lock
  - Kip-up[15]
  - Kneeling belly to belly piledriver[3]
  - Leg-feed flying cross kneelock
  - Octopus hold
  - Plancha[3]
  - Running crossbody[1]
  - Running somersault neckbreaker
  - Sitout belly to back piledriver[3]
  - Surfboard
  - Tiger feint[14] - innovado
  - Varios tipos de kick:
    - Tiger Wall Flip[3] (Corner backflip drop)
    - Backflip
    - Drop,[14] a veces desde una posición elevada[3]
    - Jumping sole a la cara del oponente[15]
    - Jumping corkscrew roundhouse[15]
    - Rolling wheel
    - Roundhouse a la cabeza del oponente
    - Shoot
    - Spin[14]
    - Spinning heel[3]

  - Victory roll[14]

## Campeonatos y logros
- Empresa Mexicana de la Lucha Libre
  - NWA World Middleweight Championship (1 vez)

- Lucha Libre Internacional
  - WWF Junior Heavyweight Championship (1 vez)

- New Japan Pro Wrestling
  - NWA World Junior Heavyweight Championship (2 veces)
  - WWF Junior Heavyweight Championship (2 veces)

- Real Japan Pro Wrestling
  - RJPW Legend Championship (1 vez)

- Tokyo Pro Wrestling
  - TWA Tag Team Championship (1 vez) - con Yoji Anjo

- Universal Wrestling Federation
  - UWF Tournament (1984)
  - Kakuto Nettai Road Tournament - A League (1985)

- Wrestling Observer Newsletter
  - WON Mejor luchador aéreo (1982)
  - WON Mejor luchador aéreo (1983)
  - WON Mejor luchador técnico (1982)
  - WON Mejor luchador técnico (1983)
  - WON Lucha del año (1982) contra Dynamite Kid el 5 de agosto
  - WON Lucha de 5 estrellas (1983) contra Dynamite Kid el 23 de abril
  - WON Hall of Fame (clase de 1996)

- Tokyo Sports Grand Prix
  - MVP (1981)
  - Premio a la popularidad (1981)
  - Premio técnico (1982)
  - Premio técnico (1984)

### Luchas de apuesta
| Apuesta   | Ganador       | Perdedor         | Localización  | Fecha                |
| --------- | ------------- | ---------------- | ------------- | -------------------- |
| Cabellera | Satoru Sayama | Alfonso Dantés   | México, D. F. | 15 de junio de 1979  |
| Máscara   | Tiger Mask    | Masked Hurricane | Tokio         | 8 de octubre de 1981 |

## Récords

### Kickboxing
| Resultado | Récord | Oponente      | Método             | Evento            | Fecha                   | Ronda | Tiempo | Localización | Notas |
| --------- | ------ | ------------- | ------------------ | ----------------- | ----------------------- | ----- | ------ | ------------ | ----- |
| Derrota   | 0-1    | Marc Costello | Decisión (unánime) | Kakutōgi Daisensō | 14 de noviembre de 1977 | 6     | 2:00   | Tokio, Japón |       |

### Luchas de exhibición
| Resultado | Récord | Oponente          | Método           | Evento                         | Fecha                    | Ronda | Tiempo | Localización | Notas |
| --------- | ------ | ----------------- | ---------------- | ------------------------------ | ------------------------ | ----- | ------ | ------------ | ----- |
| Empate    | 1-0-2  | Yoshinori Nishi   | Empate           | Lumax Cup - Tournament of J'95 | 13 de octubre de 1995    | 1     | 5:30   | Tokio, Japón |       |
| Victoria  | 1-0-1  | Kuniaki Kobayashi | KO (patada alta) | Shooto - Vale Tudo Perception  | 26 de septiembre de 1995 | 1     | 6:05   | Tokio, Japón |       |
| Empate    | 0-0-1  | Yuji Ito          | Empate           | Lumax Cup - Tournament of J'94 | 29 de julio de 1994      | 2     | 3:00   | Tokio, Japón |       |

## Filmografía
| Título               | Papel                       | Año  |
| Roppongi Soldier     | Ken Washizu                 | 1995 |
| Shinsetsu Tiger Mask | Entrenador de Satoru Sayama | 2004 |
| Waru                 |                             | 2006 |
| Waru: kanketsu-hen   |                             | 2006 |

## Libros publicados
- Kayfabe (1983)